# Beautiful Machine
Beautiful Machine est le huitième album studio du groupe rock Shihad. Lancé le 21 avril 2008 et le 17 mai 2008 en Australie, cet album s’est classé au 1er rang de la charte du RIANZ et a reçu la certification Or en Nouvelle-Zélande avec plus de 7 500 copies vendues. 
L’album est beaucoup plus doux que les disques précédents de Shihad, comprenant beaucoup d’éléments de style électronique et des rythmes de fond des années 1980, au point où le chanteur Jon Toogood a décrit certaines chansons comme étant de style « danse ».
Le principal single One Will Hear the Other a été lance au début du mois de janvier 2008, où il est devenu la 6e chanson la plus jouée en Nouvelle-Zélande entre les mois de janvier et mars.
Vampires était le deuxième single de l’album, et a surpassé One Will Hear the Other en temps antenne, obtenant la 4e position pour la chanson la plus jouée en Nouvelle-Zélande, en plus d’être nommée la chanson kiwi la plus jouée à la radio.
Beautiful Machine a été nommé le troisième single, avec la chanson glam-rock Rule the World qui a également reçu un soutien financier de RIANZ pour avoir un vidéo produit plus tard durant l’année. La chanson Lowlife provenant du disque boni a aussi été lancée comme single sur le Itunes australien.

## Pistes
1. One Will Hear The Other - 4:01
2. Rule The World - 4:22
3. Hard To Please - 3:59
4. Beautiful Machine - 4:14
5. Vampires - 4:04
6. Count It Up - 2:22
7. Waiting Around For God - 5:13
8. Chameleon - 3:37
9. Eliza - 4:39
10. The Bible And The Gun - 4:22
11. When Are You Coming Home? - 3:44
12. The Prophet - 5:14

## Disque boni
1. Lowlife - 3:15
2. Won't Let You Down 4:09
3. Skank (Played live 2007) - 3:50
4. It's a Crime - 4:39
5. Lightbulb - 2:49
6. Name Your Price - 4:22

## I-Tunes
1. Violence+Bloodshed
2. Easy Life Romance
3. No Religion (Getting Nowhere Fast)

## B-Sides non lancé
1. Settle Down
2. Michaelangelo
3. Alazama
4. Outta Here (Jouée live 2006)
5. Whatever (Jouée live 2006)